# Монумент Нереид

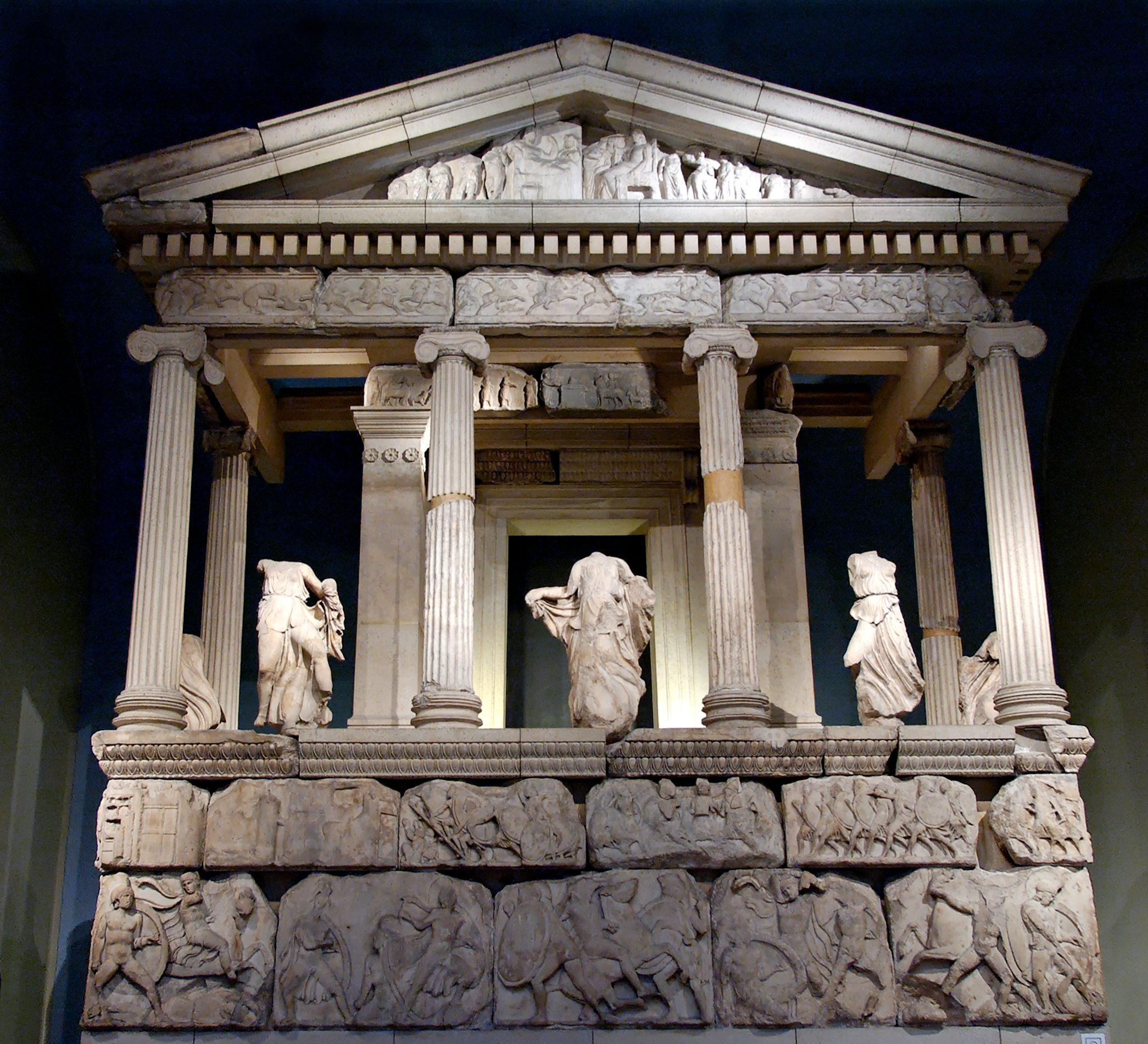
Реконструкция фасада монумента в Британском музее

Монумент Нереид — это украшенная скульптурной работой гробница из Ксанфа, недалеко от современного г. Киник, провинция Анталья (Турция). По форме представляет собой греческий храм, который в верхней части фундамента украшен скульптурными фризами, и, как полагают, был построен в начале IV века до нашей эры в качестве гробницы для Арбинаса (ликийский: Эрббина или Эрбинна), представителя династии в Ксанфе, правившей западной Ликией.
Исследователи полагают, что гробница стояла до византийской эпохи, прежде чем превратиться в руины. Руины были обнаружены британским путешественником Чарльзом Феллоузом в начале 1840-х годов. Феллоуз отправил руины в Британский музей: там некоторые из них были реконструированы, чтобы показать, как выглядел восточный фасад памятника.

## Арбинас
Ликия была завоевана войсками персидского полководца Гарпага примерно в 540 г. до н. э., и завоевание Ксанфа описывается как Геродотом, так и Аппианом. На протяжении большей части V века до н. э., Афины доминировали на землях, граничащих с Эгейским морем, и многие из них, в том числе Ликия, платили денежные взносы в казну Афинской морской империи, Делосского союза, а также земельный налог персам. Существуют свидетельства пожара, уничтожившего деревянные гробницы и храмы Ксанфа примерно в 470 г. до н. э. Этот огонь, вероятно, был следствием действий Кимона, полководца из Афин, когда он напал на священную цитадель в отместку за уничтожение афинского Акрополя персами и их союзниками, в том числе Ликией, в 480 г. до н. э. Позже, при Куприллиде, здания перестроили из камня.
Примерно в 440 г. до н. э., Гергис, внук Куприллиды, стал его преемником. Арбинас был сыном Гергиса, ему пришлось завоевать Ксанф и другие ликийские города примерно в 390 г. до н. э. Арбинас затем правил Западной Ликией, и возвел монумент Нереид как свою гробницу. Он умер около 370 г. до н. э.

## Общая характеристика памятника

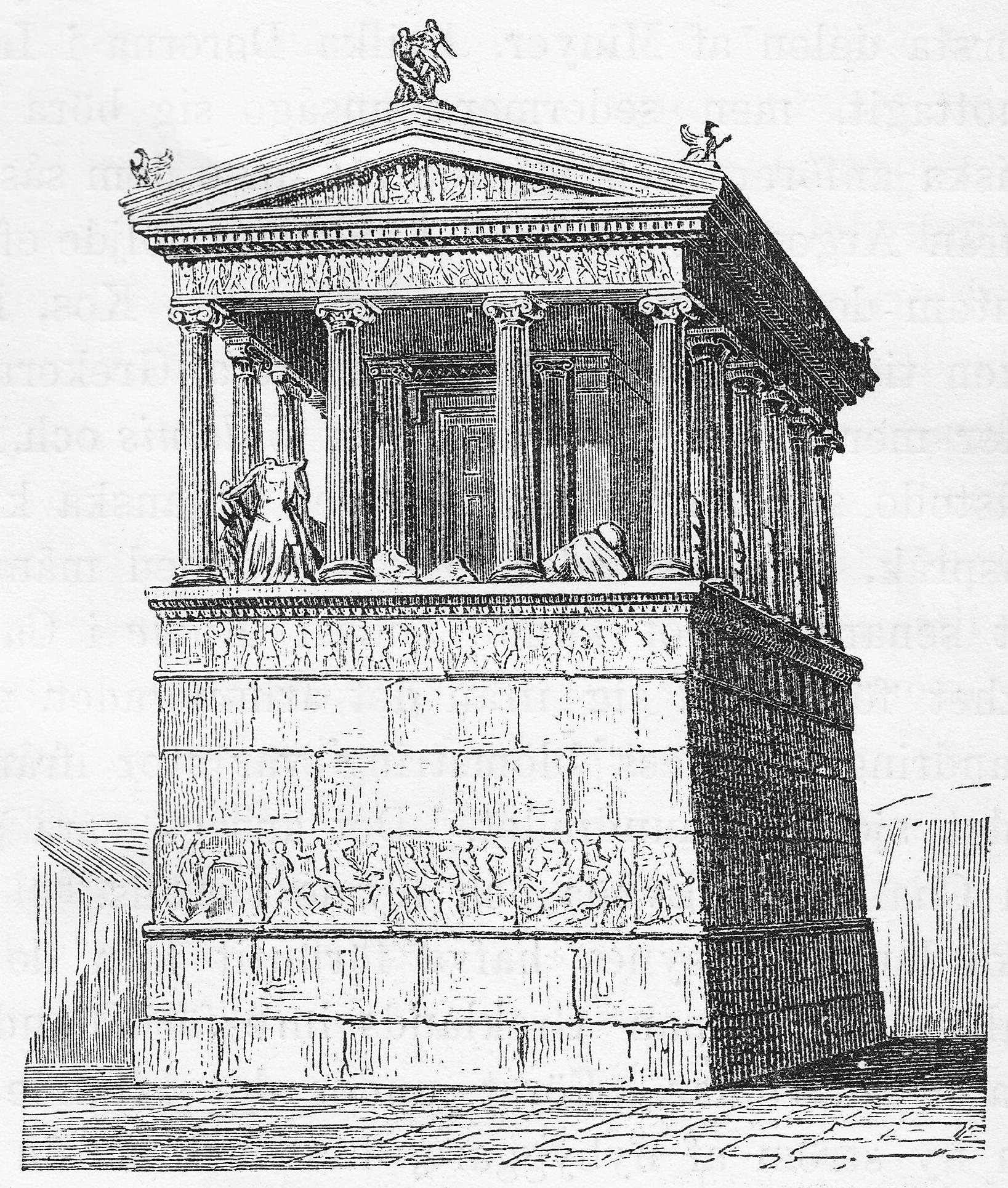
Реконструкция первоначального вида памятника

Хотя Арбинас правили Ликией в рамках Персидской империи, памятник построен в греческом стиле, под влиянием ионических храмов афинского Акрополя. Богатые повествовательными сюжетами скульптуры на памятнике изображаются различными способами, объединяя греческий и персидский стили. Гробница имела форму античного храма, поставленного на высокий постамент квадратной формы со сторонами 6×10 м.
Целла храма-гробницы была окружена колоннами ионического ордера с четырех сторон: четыре колонны с востока и запада и по шесть с севера и юга. Постамент, возведен из хорошо отесанных известняковых квадров, был украшен двумя фризами: широкий нижний фриз, поднятый на высоту двух рядов кладки над уровнем почвы и узкий верхний фриз так же отделен от нижнего двумя рядами квадровой кладки. Такое сочетание создавало монументальную и одновременно симметричную композицию. При реконструкции памятника в Британском музее от этого принципа отказались и просто положили фризы друг на друга. Стены целлы также были украшены рельефами, архитравом и фронтоном.
Между каждой парой колонн стояли скульптуры нереид в честь которых достопримечательность и получила своё название.

### Фризы

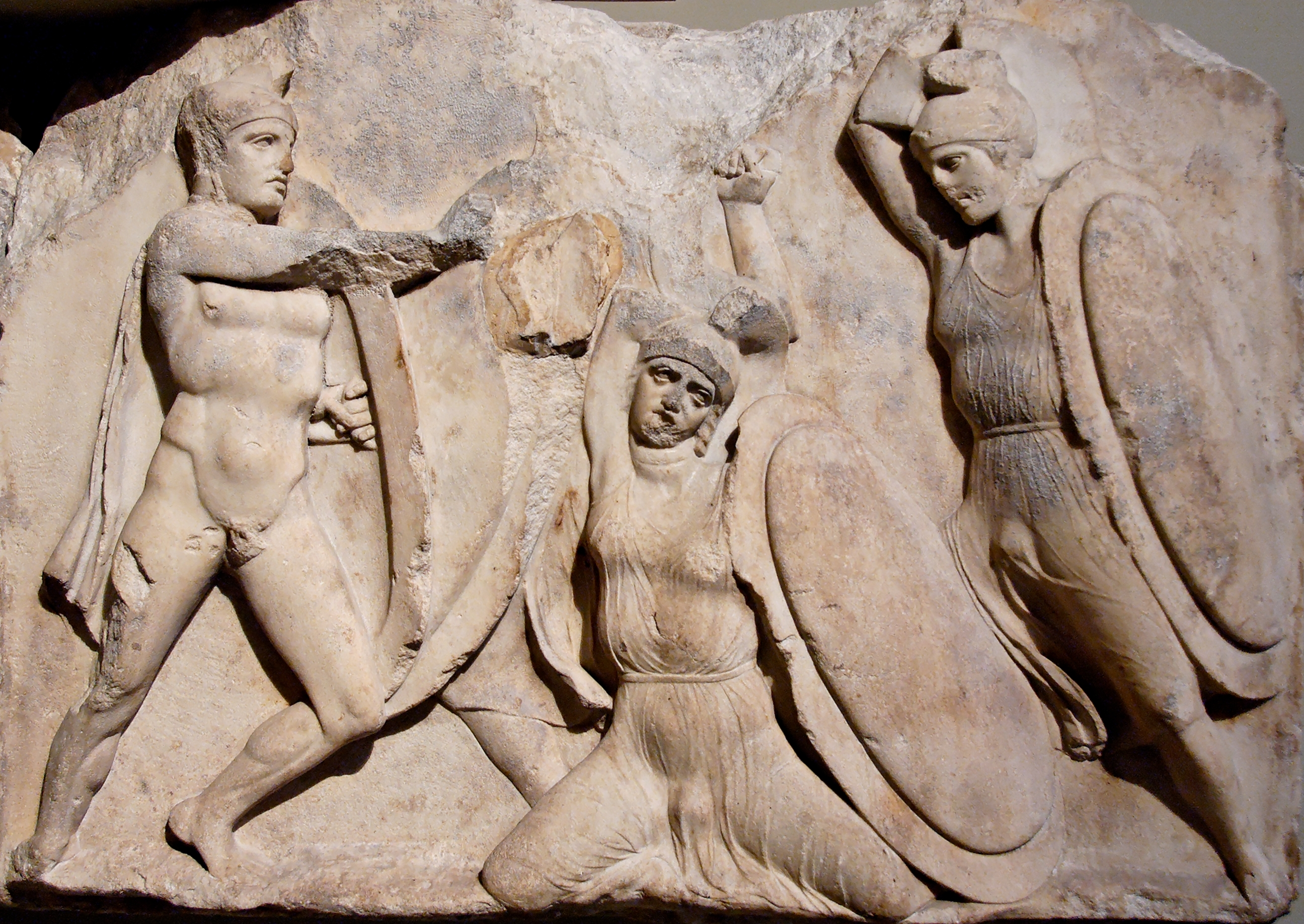
Смерть молодого воина. Блок из нижнего фриза.

#### Нижний фриз постамента
Нижний фриз постамента был составлен из 22 мраморных блоков покрытых рельефными изображениями, из которых семь были потеряны или сохранились фрагментарно. Сохранены рельефы изображают героические батальные сцены, без четкого сюжета. На них изображены воины, одетые в греческие костюмы и доспехи. В отличие от многих фриз аналогичного периода, они не изображают сцены борьбы против амазонок, кентавров или других очевидно иноземных существ. 

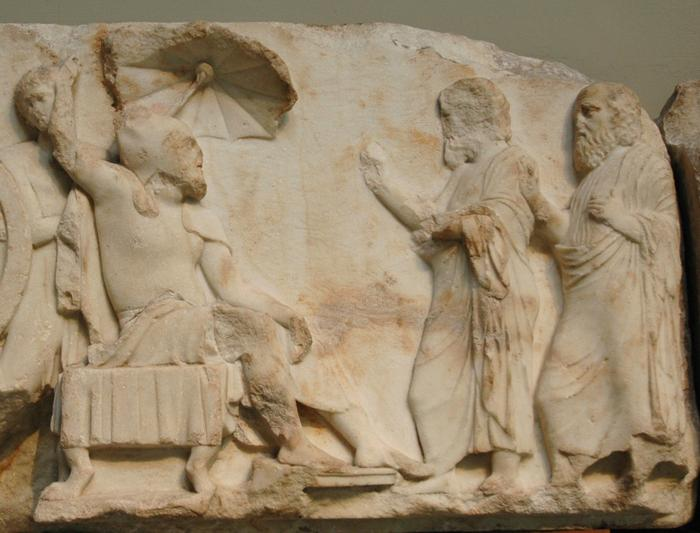
Арбинас в персидских одеждах принимает эмиссаров. Сцена из нижнего фриза.

Чайлдс, изучая рельефы монумента Нереид в Ксанфе, сделал вывод о восточном происхождении (хеттском или ассирийском) элементов изображения батальных сцен. А греческое искусство классического времени практически лишено сцен штурма городов или каких-либо сражений в его окрестностях. Допустимо предположить, что сцены осады городов, разорения акрополей, являлись значимым мотивом поэм Гергиса и Арбины, сознательно акцентированы автором надписей как источник власти династов, что коррелирует с описанием основ могущества персидского владыки, атрибутику воинской доблести которого примеряли на себя ликийские династы.

#### Верхний фриз постамента
Верхний фриз также состоял из 22 блоков, из которых три были потеряны. Каждая из четырех сторон этого фриза изображает осаду какого-либо города. Города изображены с характерными для ликийской обороннои архитектуры зубчатыми балюстрадами. Сюжеты фриза, как полагают, представляют завоевания Арбиной ликийских городов во время войны за отцовское наследство.
На этих фризах сам Арбинас изображен согласно персидской традиции. Значительную часть места на фризах скульпторы выделили для фигур различных воинов, в том числе гоплитов и лучников.

#### Фриз архитрава
Фриз архитрава вырезанный в несколько простом, в определенной степени наивном стиле, чем фризы постамента. На фризе изображены многочисленные батальные и бытовые сцены (охота на кабана, подготовка к пиру, фигуры принимающие подношения).

#### Фризы целлы
В верхней части наружной стены целлы также проходил мраморный фриз. Он был менее заметным для зрителя, поскольку закрывался колоннами и скульптурами. На фризе представлены сцены ритуальних приношений и пиршеств. В сцене пира на себя обращают внимание два человека, которые по размерам выделяются среди остальных фигур. Предполагают, что этими лицами могли быть сам Арбинас и его сын. Здесь изображение Арбинаса максимально приближенно к персидскому стилю изображения царей (Арбинас изображен с прической и бородой, характерными для персидских царей и персидским рогом для вина в руках).

### Фронтоны
Каждый из двух фронтонов гробницы был украшен рельефом. Рельеф на восточном фронтоне изображает Арбинаса с его женой и детьми, которые сидят в статически застывших позах. Ян Дженкинс предполагает, что это было подражание изображением Зевса и Геры на восточном фризе Парфенона. Меньшие фигуры, как полагают, представляют собой детей и собаку правящей семьи. В отличие от сцены на восточном фронтоне, на западном, был изображен воин, движущихся во время боя. К сожалению, рельефы западного фронтона сохранились лишь частично.

### Скульптуры нереид

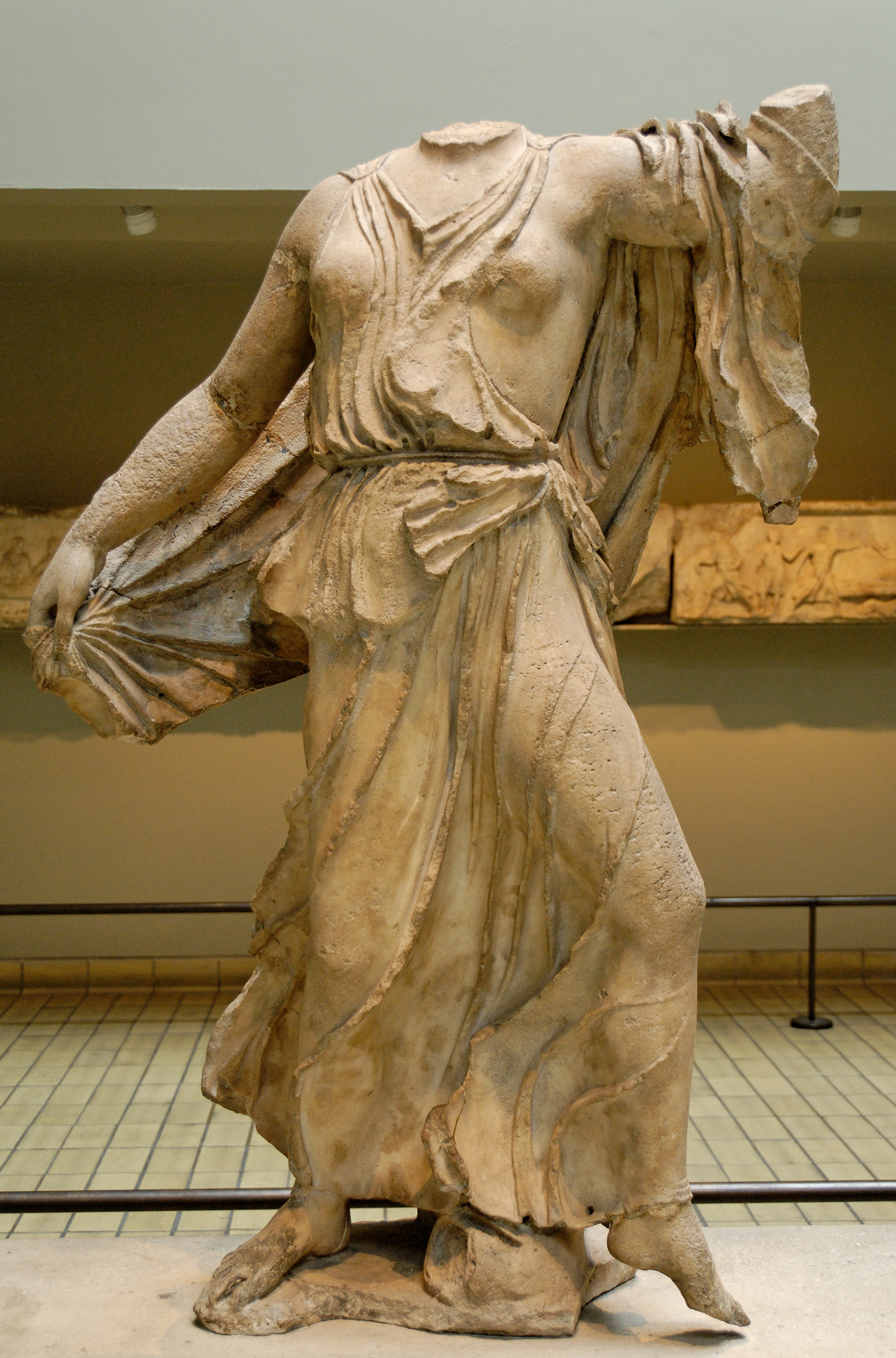
Одна из нереид

До сегодняшнего дня сохранилось одиннадцать скульптур, которые располагались между колоннами гробницы. Скульптуры идентифицированы как нереиды (морские нимфы), поскольку у ног семи из них были изображены различные морские существа, в том числе дельфины, каракатицы, и птицы, возможно, чайки. Скульптуры довольно сильно повреждены, все они потеряли руки и головы. В то же время, несмотря на повреждения, поражает мастерство скульптур, легкость складок одежды и воздушность движений.

### Другие фигуры
Кроме нереид гробницу украшали также скульптуры, которые служили акротериями (венчали углы и вершины фронтона). Каждая из двух сохранившихся акротерий представляет собой скльптурную композицию, изображающую мужчину и женщину. Композиция по-разному интерпретируется, как представляющая изнасилование дочерей Левкиппа близнецами Кастором и Полидевком, или как нереида Фетида уносит Пелея, или как подвиги Геракла.

## Научное исследование и реконструкция
Гробница сохранялась нетронутой до византийской эпохи, а затем была разрушена местными христианами. Часть элементов здания, вероятно, были использованы как сполии в более поздних сооружениях.
Руины и скульптуры были обнаружены в конце 1830-х и исследованы в начале 1840-х годов экспедициями под руководством британского археолога Чарльза Феллоуза (также туда входил Джордж Скарф). Сначала Феллоуз считал, что монумент было связано с именем Гарпага, известной фигурой ликийской истории, упоминаемый Геродотом. Таким образом гробница могла датироваться VI веком до н.е. Хотя вскоре Феллоуз обнаружил, что стиль архитектуры и скульптуры указывает на более позднюю дату возведения. Лишь в конце XX века исследователями был достигнут консенсус, относительно даты возведения гробницы между 390 и 380 г. до н.е., и её принадлежности Арбинасу.
Чарльз Феллоуз устроил перевозки остатков монумента в Британский музей, где он хранился в виде отдельных фрагментов до середины XX века. В 1969 году был воссоздан внешний вид восточного фасада памятника. К сожалению, детальной фиксации своих раскопок Феллоуз не проводил, поэтому при реконструкции специалисты музея были вынуждены полагаться исключительно на экспедиционные рисунки, метки на камнях, композиционные и стилевые особенности скульптуры.